# دهستان بام
دهستان بام، یکی از دهستان‌های بخش بام شهرستان بام و صفی‌آباد در استان خراسان شمالی ایران است. مرکز این دهستان، روستای بام است.

## جغرافیای سیاسی دهستان بام
دهستان بام در قسمت شرق و جنوب شرقی شهرستان اسفراین و شمال بخش بام و صفی‌آباد قرار گرفته‌است که از طرف شمال به شهرستان فاروج و از طرف شرق به شهرستان خوشاب و از طرف جنوب به دهستان صفی‌آباد و از غرب به دهستان آذری و میلانلو از شهرستان اسفراین محدود می‌گردد که مساحت تقریبی ان ۷۴/۷۰۰ کیلومتر مربع است که روستای بام مرکز دهستان است.
دهستان بام به مرکزیت روستای بام مشتمل بر ۵۱ روستا، مزرعه و مکان به اسامی زیر تشکیل گردید:
۱ ـ آق قلعه ۲ ـ آقچ ۳ ـ آرمود آقاجی ۴ ـ اردین ۵ ـ اسفنج ۶ ـ بابا قدرت ۷ ـ بام ۸ ـ بانی در ۹ ـ بکر آباد ۱۰ ـ بیانلو ۱۱ ـ بیش آباد ۱۲ ـ تارخه ۱۳ ـ تنوره ۱۴ ـ جهان ۱۵ ـ چهار باغ ۱۶ ـ چهار مست ۱۷ ـ حاجی‌آباد ۱۸ ـ خرق ۱۹ ـ خرگلی ۲۰ ـ دره محمود آقا ۲۱ ـ دستجرد ۲۲ ـ دهنه اجاق ۲۳ ـ دیوانی ۲۴ ـ زالی ۲۵ ـ شیرین دره ۲۶ ـ عجوقی ۲۷ ـ عنبر آباد ۲۸ ـ عیسی باغ ۲۹ ـ فتح‌آباد ۳۰ ـ قارضی کرجی ۳۱ ـ قوچ قر ۳۲ ـ قوزه زن ۳۳ ـ قهرل چک ۳۴ ـ کاریز در ۳۵ ـ کریان گاو ۳۶ ـ کلاته باباگلی ۳۷ ـ کلاته ازواجی ۳۸ ـ کلاته باغی ۳۹ ـ کلاته بام ۴۰ ـ کلاته حکم آباد ۴۱ ـ کلاته سهراب ۴۲ ـ کلاته عاشور ۴۳ ـ کورنان ۴۴ ـ کوشندر ۴۵ ـ لاشه ۴۶ ـ ناوق سفلی ۴۷ ـ ناوق علیا ۴۸ ـ نشخاست ۴۹ ـ نوده بام ۵۰ ـ نورقاب ۵۱ ـ یکه باغ.
سپس برابر جلسه مورخه ۲۶/۲/۶۹ وزراء عضو کمیسیون سیاسی دفاعی هیئت دولت و بنا به پیشنهاد وزارت کشور تصویب‌نامه فوق با اصلاحاتی روبرو شد که منجر به جدا شدن روستاهای خرق ـ آرمود آغاجی ـ شیرین دره ـ کلاته باغی از دهستان بام شده و این چند روستا به دهستان سنگر ملحق گردیدند.

## تاریخچه دهستان

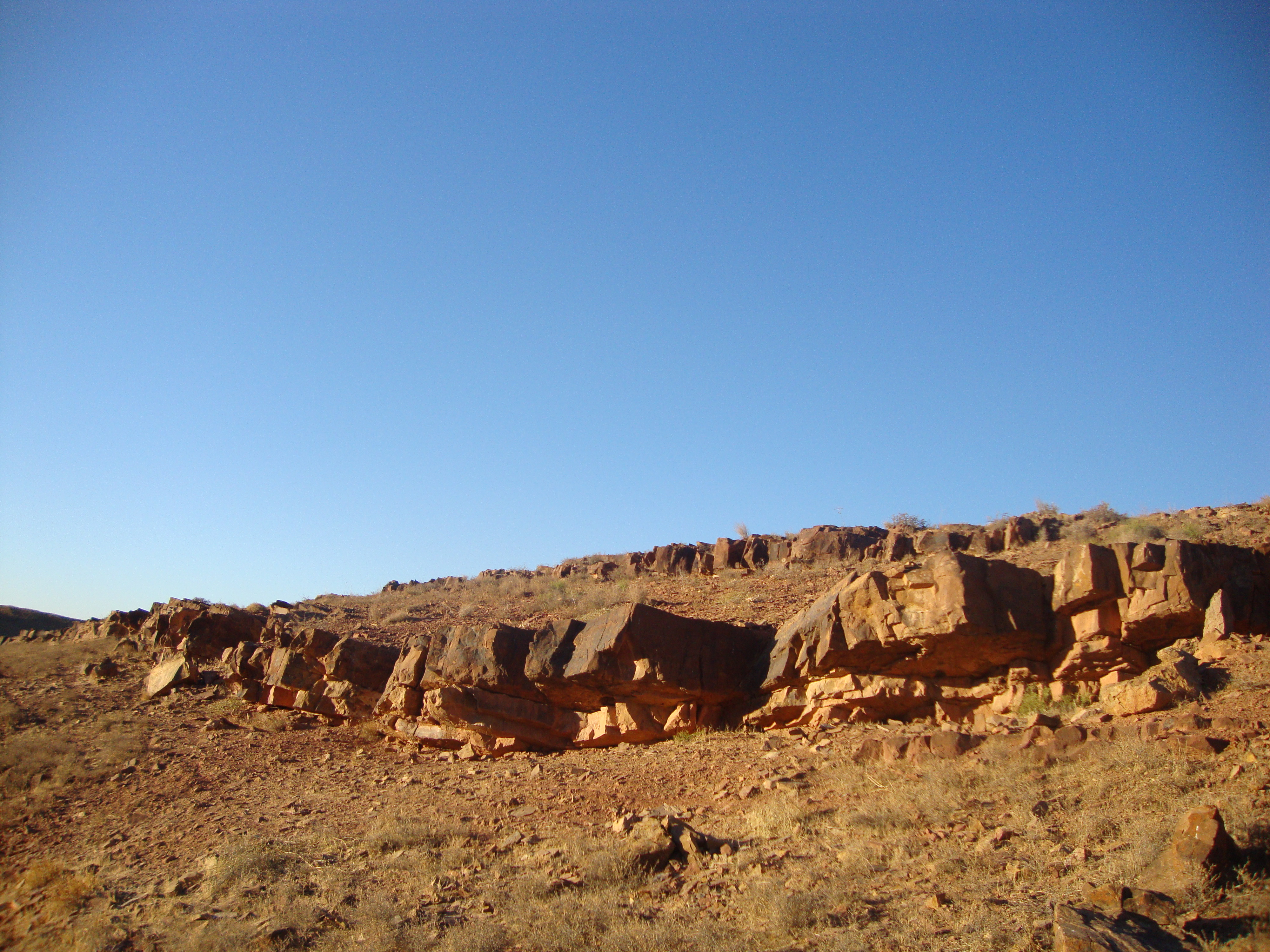
نقوش صخرهای ولایت بام جهان ارغیان

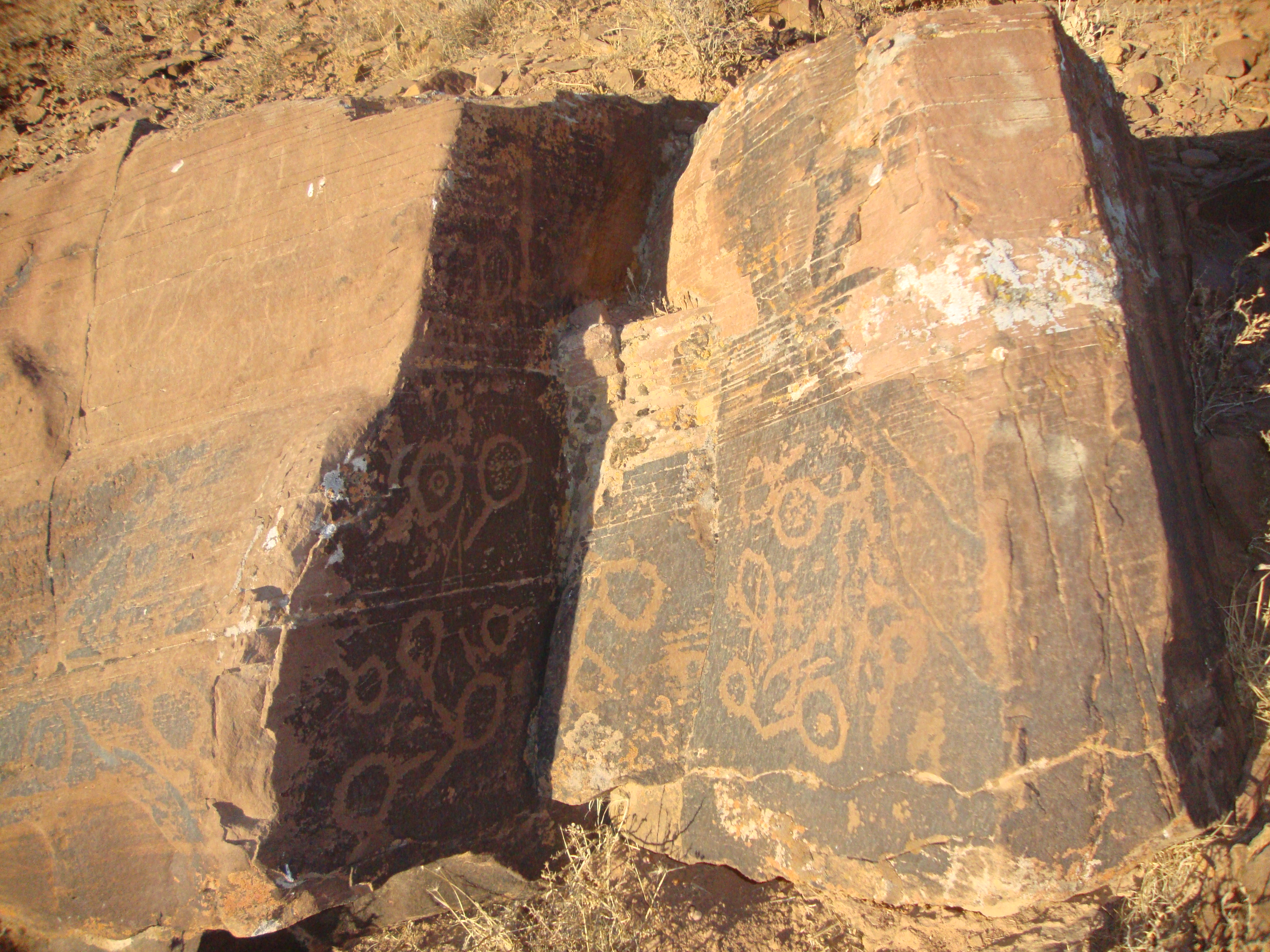
نقوش صخره ای ولایت بام جهان ارغیان

به استناد بررسی‌های روشمند باستان شناختی، پهنه کنونی منطقه بام برای نخستین بار در دوره مس سنگی آغازین، حدود نیمه دوم هزاره ششم پیش از میلاد مسکونی شد و پس از آن به‌طور دائم جمعیت‌هایی در بخش‌های مختلف آن زندگی می‌کرده‌اند. آثار این دوره در منطقه بام فقط در چند محوطه انگشت شمار، به دست آمده که در آن‌ها جمعیت‌های روستایی با اقتصاد کشاورزی می‌زیسته‌اند.
این استقرار گاه‌های که قدیمی‌ترین مراکز سکونتی منطقه بام قلمداد می‌شوند در دامنه جنوبی کوه شاه جهان پیدا شده‌اند که به دلیل داشتن منابع آب کافی در دوره پیش از تاریخ برای شکل‌گیری جوامع روستایی و زندگی اقوام یکجانشین مساعد بوده‌است. این استقرارهای کوچک روستایی کمتر از دو هکتار وسعت دارند و به نظر می‌رسد حداکثر جمعیتی بالغ بر ۲۰۰ نفر در آن‌ها زندگی می‌کرده‌است.
بررسی‌های انجام شده در این منطقه نشاندهنده تولید محلی انواع ظروف سفالی به دست آمده از این محوطه نشان می‌دهد، ظروف سفالی بدون استفاده از چرخ سفالگری ساخته می‌شد و بدنه آن‌ها با انواع نقوش هندسی به رنگ سیاه بر روی زمینه قرمز تزئین می‌شد.
سفال‌های این دوره (مس سنگی) از نظر شکل ظروف، فنون سفالگری و نوع نقش مایه‌های تزئینی تا حد زیادی به ظروف همزمان در آسیای مرکزی و به ویژه سفال معروف به آنوی (۴۸۰۰–۵۲۰۰پ م) شباهت دارند که نشان دهنده ارتباط فرهنگی دو منطقه در دوره پیش از تاریخ است..
باتوجه به کشفیات جدید باستان‌شناسی از جمله نقوش صخره درمنطقه می‌توان استقرار وسکونت در این خطه را به چندین هزار سال قبل از میلاد مسیح نسبت داد.
در دوره تاریخی این منطقه به علت داشتن مناطق جنگلی و چراگاه‌های عالی و داشتن کوه‌های مرتفع شاجهان که به صورت برفگیر می‌باشند و منبع غنی از آب منطقه است و همچنیین واقع شدن در مسیر راه‌های کاروانرو از اهمیت ویژه ای برخوردار بوده چنان‌که بیشترین محوطه‌های دوره تارا توجه بیخی منطقه بام در این بخش واقع شده‌اند که نمونه‌های شاخص و مهم آن عبارتند: از قزلر قلعه شاجهان، قلعه کهنه تجری، تپه کهنه بام، قلعه کهنه اردین ۱و۲، تپه سردابه، محوطه قاراداش، خم تپه
بعد از آن طبق اسناد و اشارات تاریخی منطقه بام از اواخر حکومت ساسانی تا حملات مغولان با چندین روستا جزو قرای ولایت ارغیان محسوب می‌شده‌است که با حمله چنگیز تخریب شده‌است.
از زمان پیدایش این روستای جدید اطلاعات زیادی وجود ندارد و پیدایش آن را شاید بتوان به پس از تخریب و متروکه شدن روستای بان قدیم نسبت داد. طبق اسناد موجود نام تاریخی این روستا در گذشته قریه بان نام داشته‌است که به دوره تیموری بر می‌گرد و آن زمانی است که حافظ ابرو در سال ۸۳۳ ه‍.ق از منطقه ارغیان گذر کرده برای جهان ارغیان ۱۲ قریه ذکر کرده که جهان یکی از این قرای به‌شمار می‌آمده‌است:
«ولایت جهان و ارغیان: قریه روئین و توابع، قریه اردین، و توابع، قریه دستجرد و توابع، قریه کاریزدر، قریه بکر آباد، قریه نهامود، قریه جهان و توابع، قریه بان و توابع، قریه اسفنج و توابع، قریه خرق و توابع، قریه کرد، قریه سی و توابع، بیرون از این قری مزارع بسیار دارد.»
در دوره قاجاریه در زمان حکومت آقا محمد خان در سال ۱۲۱۱ حاکم ولایت بام (جهان ارغیان) صفرعلی خان بغایری بوده که پس از او در سال ۱۲۳۳ سعادت قلی خان بغایری با برادرانش حاکم این منطقه بودند پس از این‌ها محمد خان بغایری، حبیب آقای بغایری، خانلر آقای بغایری به ترتیب به حکومت رسیدند که نتیجتاً به حشمت الله خان خاکشور سعادت و بعد از ان به پرویز خان خاکشور سعادت رسید. در زمان قاجاریه در حدود ۸۰۰ خانوارسکونت داشته که نژاد آن‌ها از ترکان بغایری از تیره گرایلی می‌باشند که از قراقوم توسط هولاکوخان به این منطقه آورده شده‌اند. این روستا در زمان شاهزاده محمد تقی میرزای رکن الدوله در دوره ناصرالدین شاه درسال۱۳۱۴ ه‍.ق/۱۲۷۵ ش به عنوان ولایات بام و صفی آباد به‌شمار می‌رفته ویکی از ولایت‌های مالیات دهنده در صورت جمع و خرج ولایات مملکت خراسان سنه بیچی ئیل ذکر شده‌است که رحیم آقا از حکام و خوانین منطقه بام بوده که ۵۰ نفر سواره داشته و هر نفر سالیانه ۲۵ تومان حقوق می‌گرفتند: مالیات بام ۱۰۰۸ تومان منهای ۵۴۴۴ تومان مأخوذی ۱۰۴۴ تومان مستمری ۶۰ تومان باقی ۴۶۴ تومان

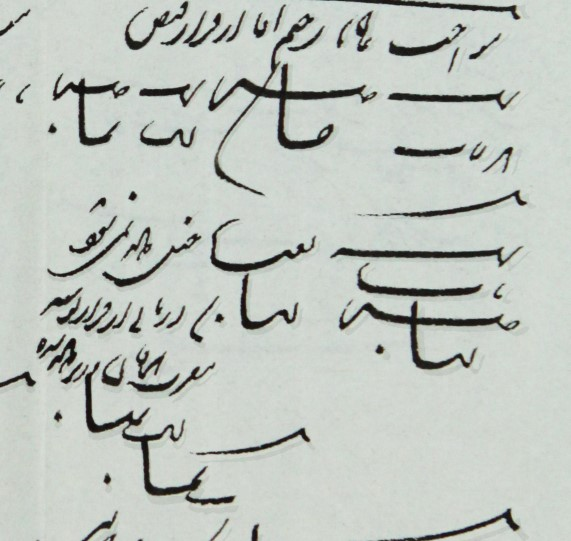
مالیات ولایت بام در دوره قاجار
مواجب عالی جاه رحیم آقا از قرار قبض
نقد ۲۰۰ تومان جنس ۵۰ خروار
منهای نقد ۴۰ تومان جنس ده خروار
تتمه نقد ۱۶۰ تومان جنس ۴۰ خروار بعضها جنس داده نمی‌شود
- ۴۰ خروار در ثانی از قرار نوشته مقرب الخاقان وزیر داده شده ۲۴ خروار - تتمه ۱۶ خروار
تتمه نقد ۱۶۰ تومان جنس ۲۴ خروار منهای ۲ تومان و ۲۰۰۰ دینار ورقه دولتی
تتمه نقد ۱۵۸ تومان و ۸۰۰۰ دینار جنس ۲۴ خروار

## مرکز دهستان
مرکز دهستان بام به مرکزیت روستای باممی باشداین روستا در۳۲ کیلومتری شمال شهر صفی‌آباد قرار گرفته‌است. از لحاظ موقعیت طبیعی از نوع تپه ای است. رودخانه کال شیون از مجاورت غرب و رودخانه کال خرق از شرق آبادی می‌گذرد. از مهم‌ترین کوه‌های این روستا می‌توان به کوه دوقوزدره با ارتفاع ۱۸۲۹ متر در ۵/۱ کیلومتری جنوب شرق و کوه گل خانی با ارتفاع ۲۴۱۰ متر در۷کیلومتری شمال غرب آبادی و تپه بوش لگرد با ارتفاع ۱۷۳۲ متر در ۱ کیلومتری شمال این آبادی اشاره کرد. از لحاظ جمعیتی ۵۴۹ خانوار که حدود۲۷۴۷نفر است.

## وجه تسمیه دهستان بام
سکونت درپیرامون این روستا طبق مطالعات باستان‌شناسی به هزاره ششم ق. م می‌رسد. اما تا دوره صفویه نام این روستا بان بوده که در حدود ۳ کیلومتری شمال این روستا بقایای آن به نام قلعه کهنه بام معروف است و به دلایل نامعلوم پس از متروکه شدن بان ساکنین آن از دوره صفویه در روستای کنونی ساکن می‌شوند که متون تاریخی دوره صفویه به کرات اشاره شده که از روستاهای مهم جهان ارغیان بوده‌است. در مورد وجه تسمیه آن مرحوم وحیدخان از مطلعین روستای بام چنین گفته‌است: «بام هم در اصل بان بوده‌است و بان نام گلی از گلهای بهشتی می‌باشد.»

## زمین‌شناسی دهستان بام
بخش بام از قسمت جنوبی ارتفاعات شاه جهان که امتداد شرقی رشته کوه‌های البرز است و در بین ارتفاعات بینالود و در شرق آن آلاداغ در غرب آن قرار گرفته‌است که قسمت شمال بخش (دهستان بام) بیشتر کوهستانی و در دامنه ارتفاعات مذکور واقع است و قسمت جنوبی (بیشتر حالت دشت به خود می‌گیرد.
قدیمی‌ترین سازنده‌های شناخته شده از دولومیت و آهک‌های تریلویت دار تشکیل شده که به دوران اول (کامبرین) زمین‌شناسی مربوط می‌شود، بعلاوه شیل‌های سیاه رنگ (اردوویسین)، ماسه سنگ و شیل سبز رنگ (سیلورین)، ماسه سنگ‌های قرمز رنگ، مارن گچ دارو اهک‌های سیاه رنگ دونین نیز متعلق به دوران اول زمین‌شناسی است که در قسنت شمالی بخش (دهستان بام) گسترده‌است. سازنده‌های دوران دوم شامل شیل و ماسه سنگ سبز رنگ (سازنده شمشک) همراه بارگه‌های زغال (زوراستیک تحتانی)، آهک مارنی و مارن‌های آمونیت دار (ژوراستیک میانی) و آهک‌های کرم رنگ وتوده ای ژوراستک فوقانی (سازندلار) که در بخش رخنمون دارند، سازندهای آهکی این دوران ف به ویژه آهک‌های کرتاسه، در رابطه با منابع زیر زمینی حائز اهمیت است. رسوبات دوران سوم از شیل، ماسه سنگ، مارن و سنگ‌های آذرین بیرونی (آندزیت، تراکی آندزیت و توف‌های سبز رنگ) تشکیل شده و عمدتاً تأثیر نامطلوب بر منابع آب‌های زیر زمینی دارند. رسوبات آبرفتی دوران چهارم که تشکیل دهنده تراسه‌ها، مخروط افکنه‌ها، وارزه‌ها و لس و ماسه بادی است، با گسترش زیادی دشت پایین دست ارتفاعات را فرا گرفته‌اند ولی دشت به وسیله مانعی از مارن‌های نئوژن در جنوب محدود می‌گردد.

## کوه‌های دهستان بام
- کوه‌های شاه حسن: این کوه باارتفاع ۲۶۶۲ متر در فواصله ۵/۴کیلومتری شمال شرق آبادی واقع گردیده‌است.[۱۴]
- کوه‌های دوقوزدره: با ارتفاع ۱۸۲۹ متر در۵/۱ کیلومتری جنوب شرق دهستان بام.
- کوه‌های گل خانی: با ارتفاع ۲۴۱۰ متر در۲/۸ کیلومتری شمال غرب دهستان بام.
- کوه‌های بوش لگرد:با ارتفاع ۱۷۳۲ متر در۱ کیلومتری شمال دهستان بام.[۱۵]

## توپوگرافی و ژئومورفولوژی
به‌طور کلی بخش بام را می‌توان به دو قسمت تقسیم کرد:
دشت‌ها:
اگر چه در دهستان بام دشت به معنای واقعی کلمه وجود ندارد، اما با توجه به پستی و بلندی ناحیه یک بخش کم ارتفاع و تقریباً هموارو جود دارد که می‌توان از آن به عنوان دشت نام برد:
دشت بام: این دشت که قسمت شرقی دشت اسفراین محسوب می‌شود و در پایکوهای شاجهان گسترش یافته‌است دارای شیبی با جهت شرقی –غربی است که روستاهای زیادی در آن پراکنده‌اند، این روستاها و مناطق بیشتر بر روی ابرفتهای سیلابی و مخروطه افکنه‌های رودخانه‌های مهم این منطقه یعنی کال شیون و رودخانه جهان و. ..... واقع شده‌اند که شرایط خاصی از لحاظ خاک و تأمین اب برای کشاورزی را ایجاد کرده‌است (هوشیار، ۱۳۷۹: ۱۱۲.). کلنل ییت از این قسمت با نام دره بام یاد کرده‌است عرض آن دو یا سه میل و طول آن ۲۰ میل است هموار بودن، حاصل خیزی و از طرف دیگر جریان رودهای بیدواز و روئین در این دشت نقش بسیار زیادی در شکل‌گیری شهر تاریخی اسفراین، پراکنش روستاهای آن و همچنین عبورجاده کاروانرو نیشابور-گرگان از این مسیر را داشته‌است

## منابع و مسایل آب دهستان بام

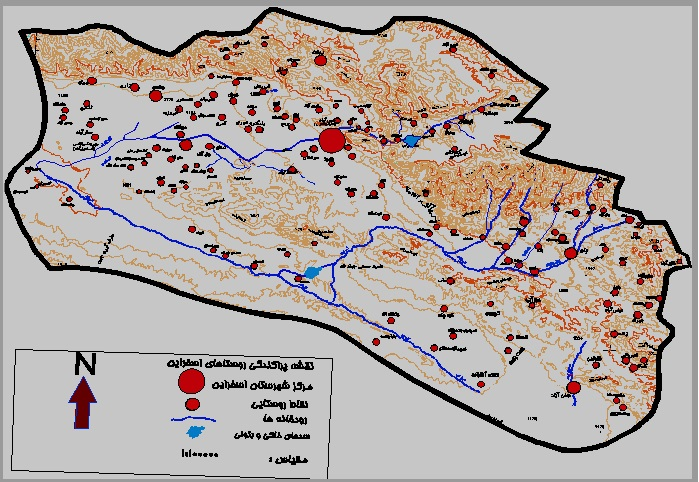
نقشه موقعیت رودها و کوه‌های دهستان بام اسفراین

## رودخانه‌ها

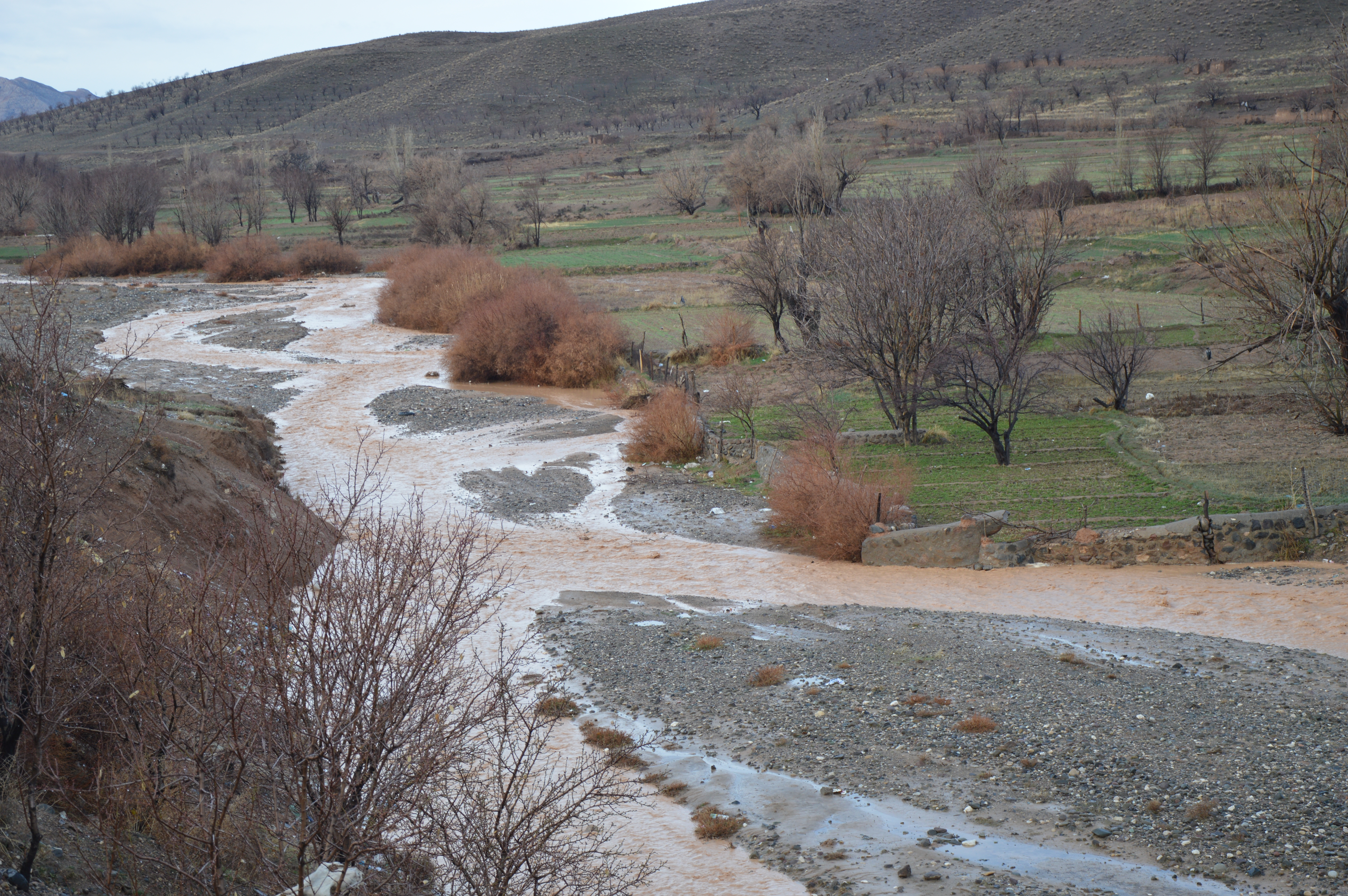
رودخانه شیون دهستان بام از سرشاخه‌های اصلی کال ولایت

### رودخانه جهان

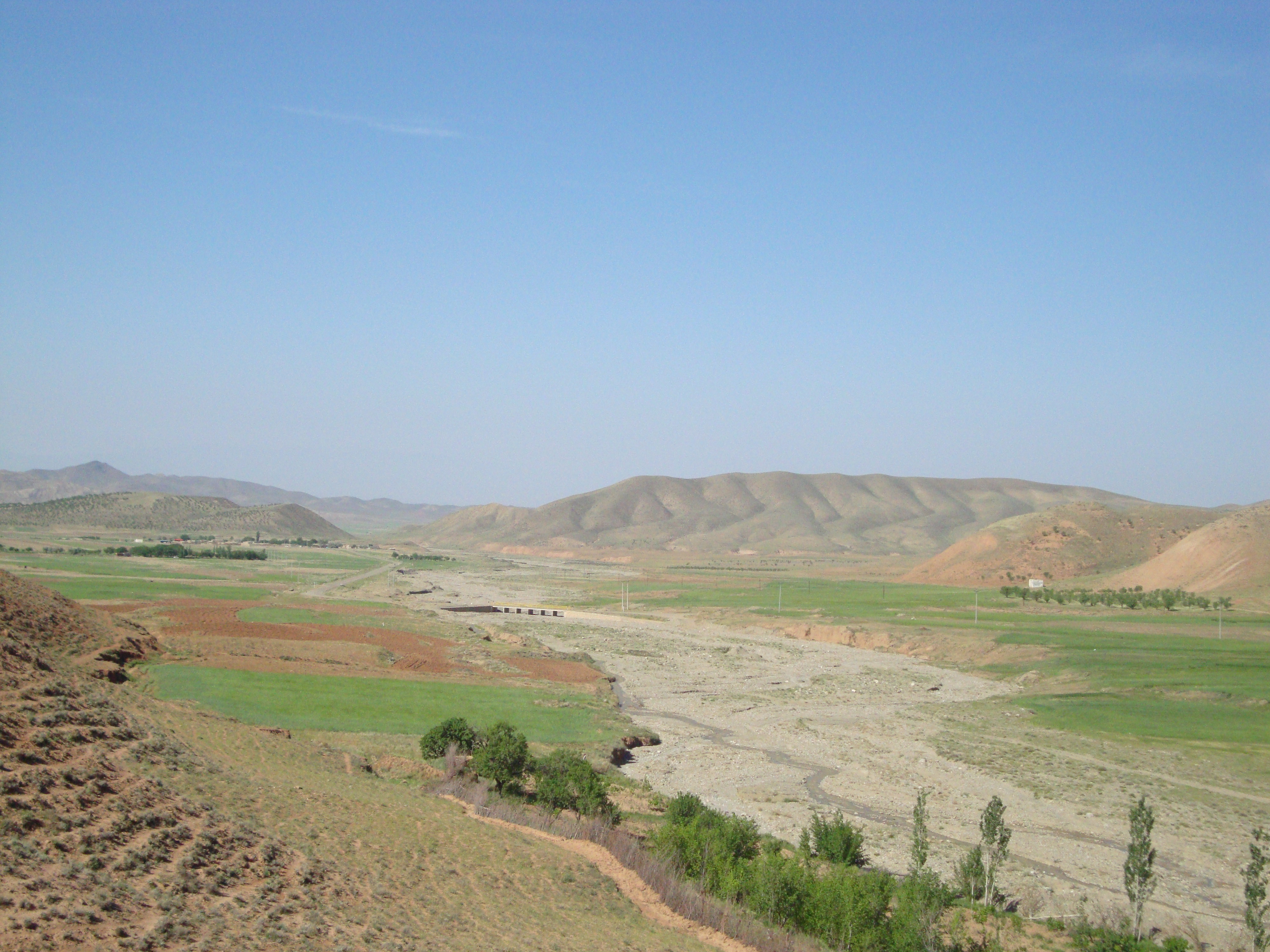
این رودخانه از شاخه‌های رودخانه کال ولایت می‌باشد که طول این رودخانه ۲۴ کیلومتر بوده و در روستای جهان محل مناسبی برای احداث سد بر روی آن وجود دارد.

## پوشش گیاهی روستا

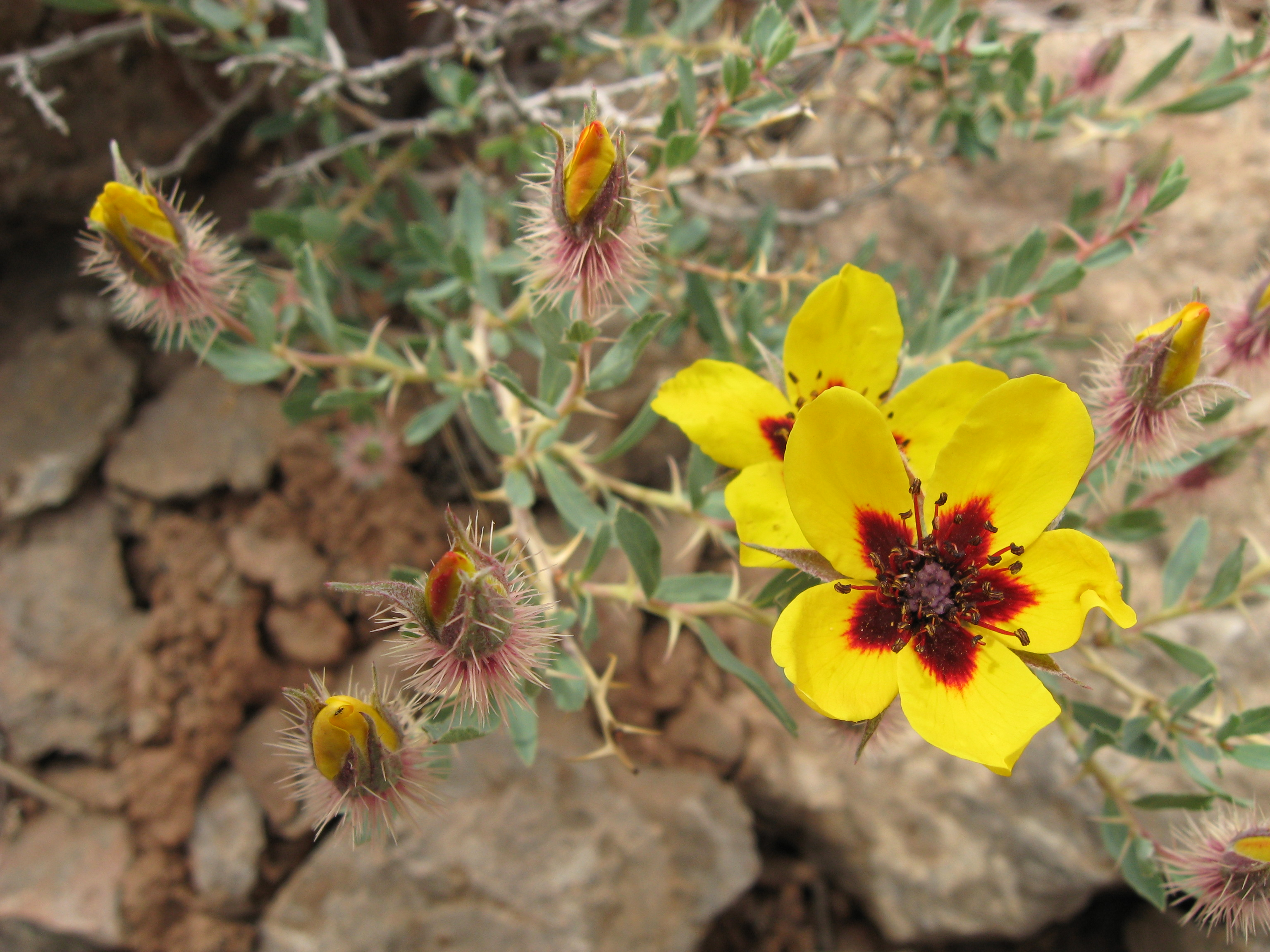
درختچه ورک از پوشش گیاهی دهستان بام، ۱۳۸۶

### پوشش گیاهی بخش کوهستانی

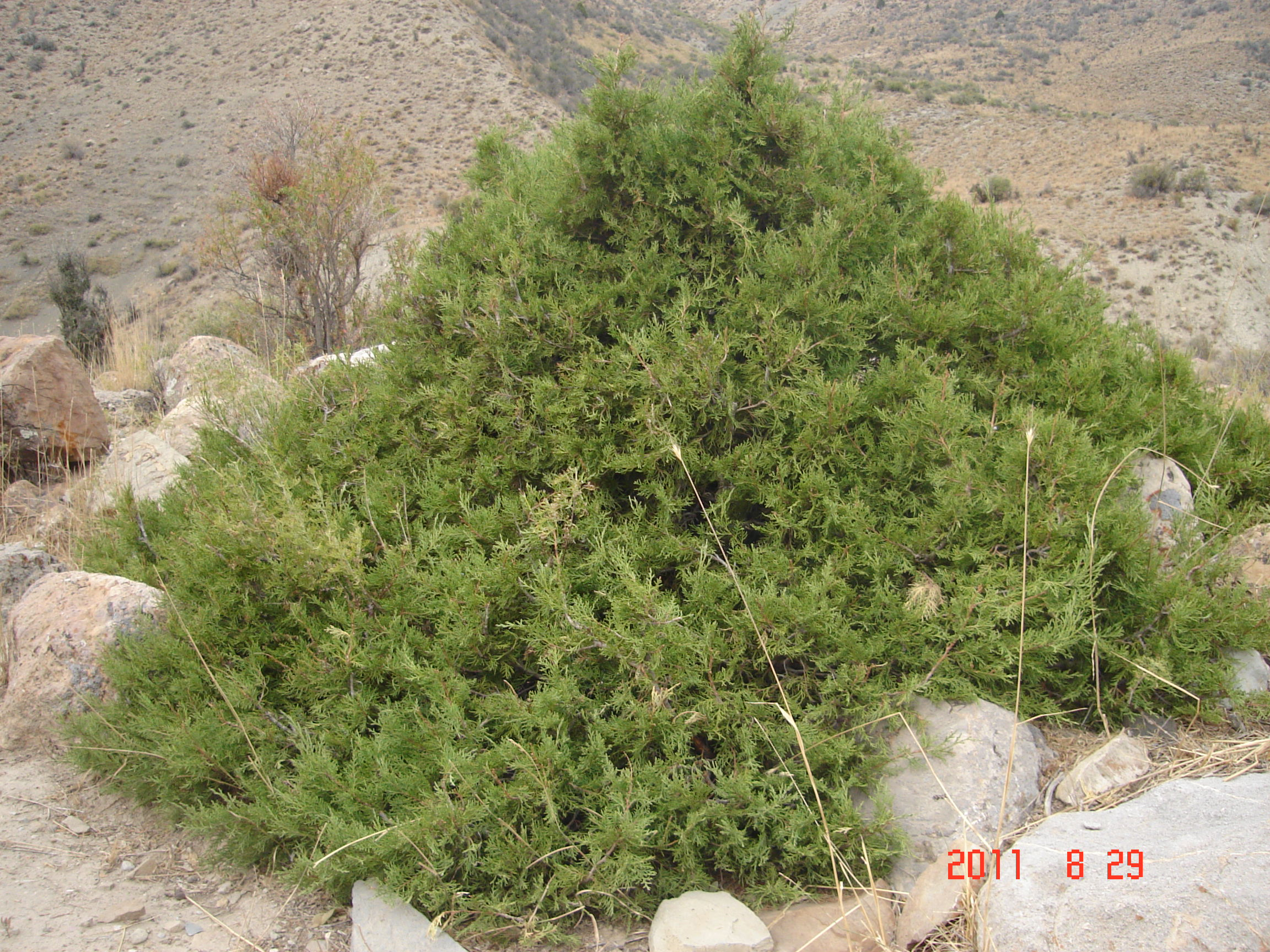
پوشش گیاهی از نوع درختچه‌های کوهی دهستان بام اسفراین

#### پوشش گیاهی بخش دشتی

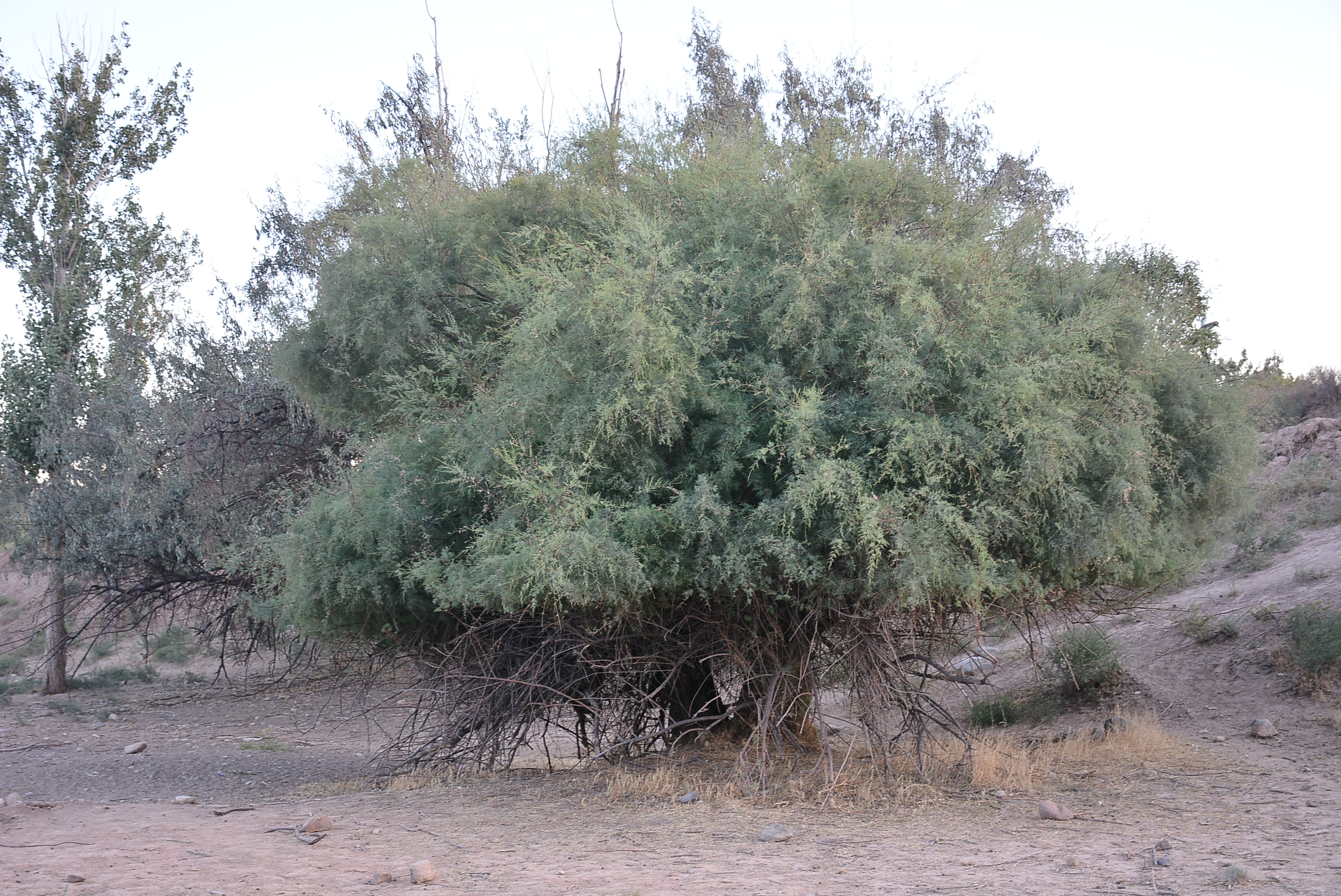
درختان کهنسال منطقه کوهستانی دهستان بام

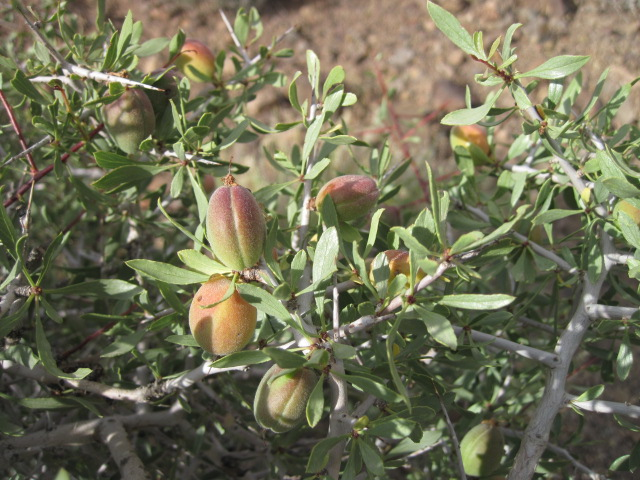
نمونه‌ای از درختچه بادام‌چاهی از پوشش گیاهی دهستان بام

## جاذبه‌ها

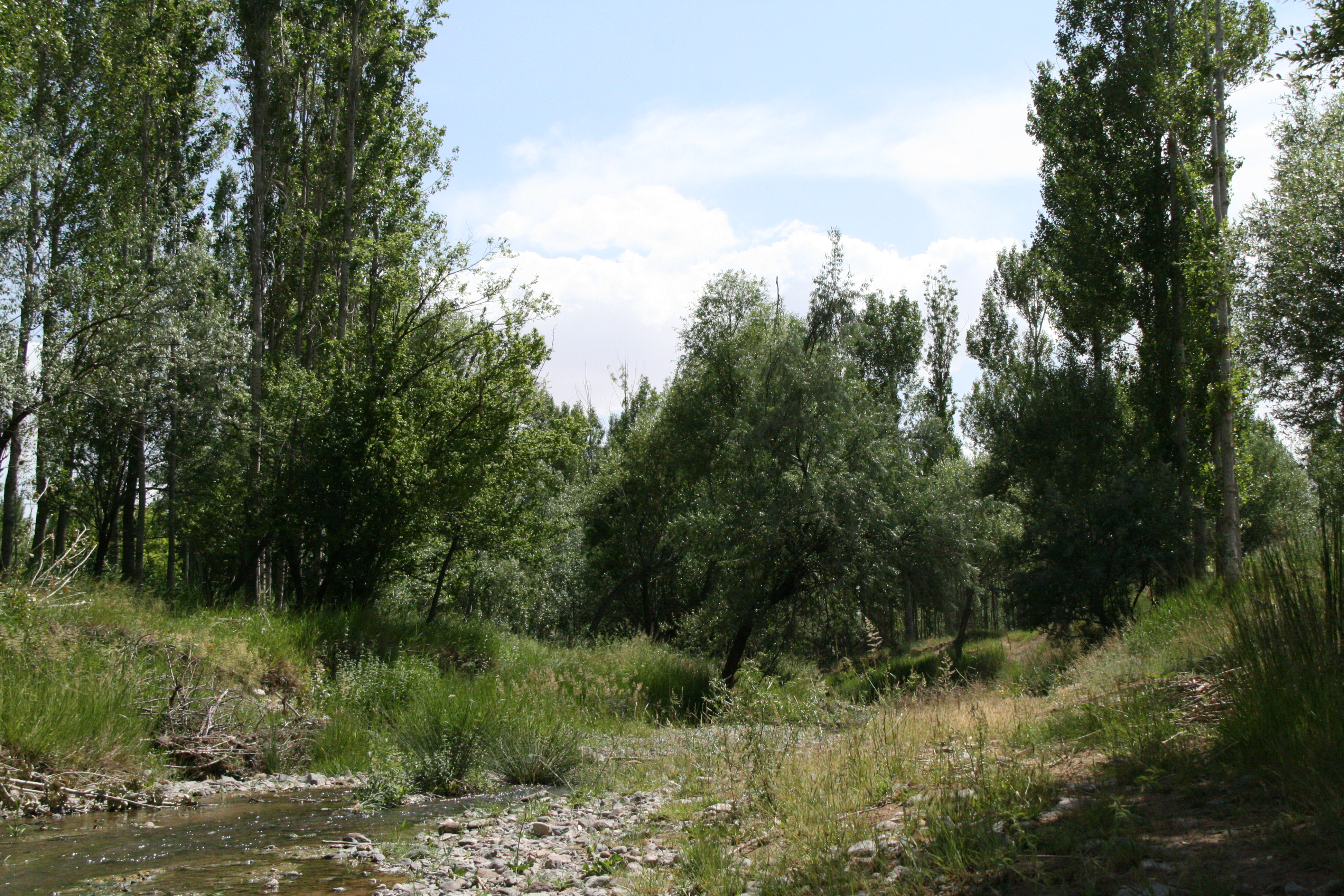
طبیعت زیبای خرگلی در شمال شرق دهستان بام

### جاذبه‌های تاریخی دهستان بام

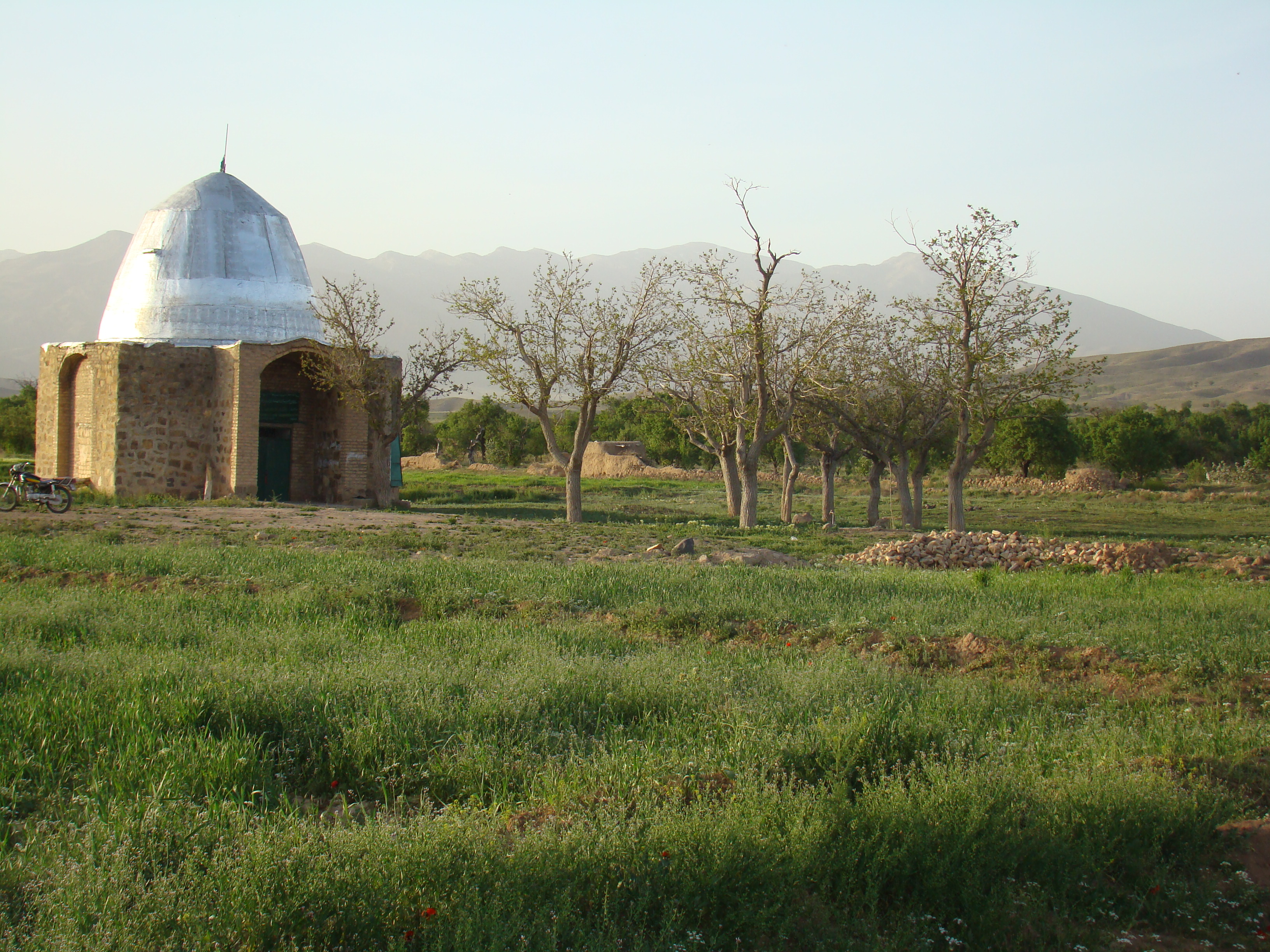
امامزاده سلطان مصیب واقع در۳ کیلومتری جنوب روستای بام

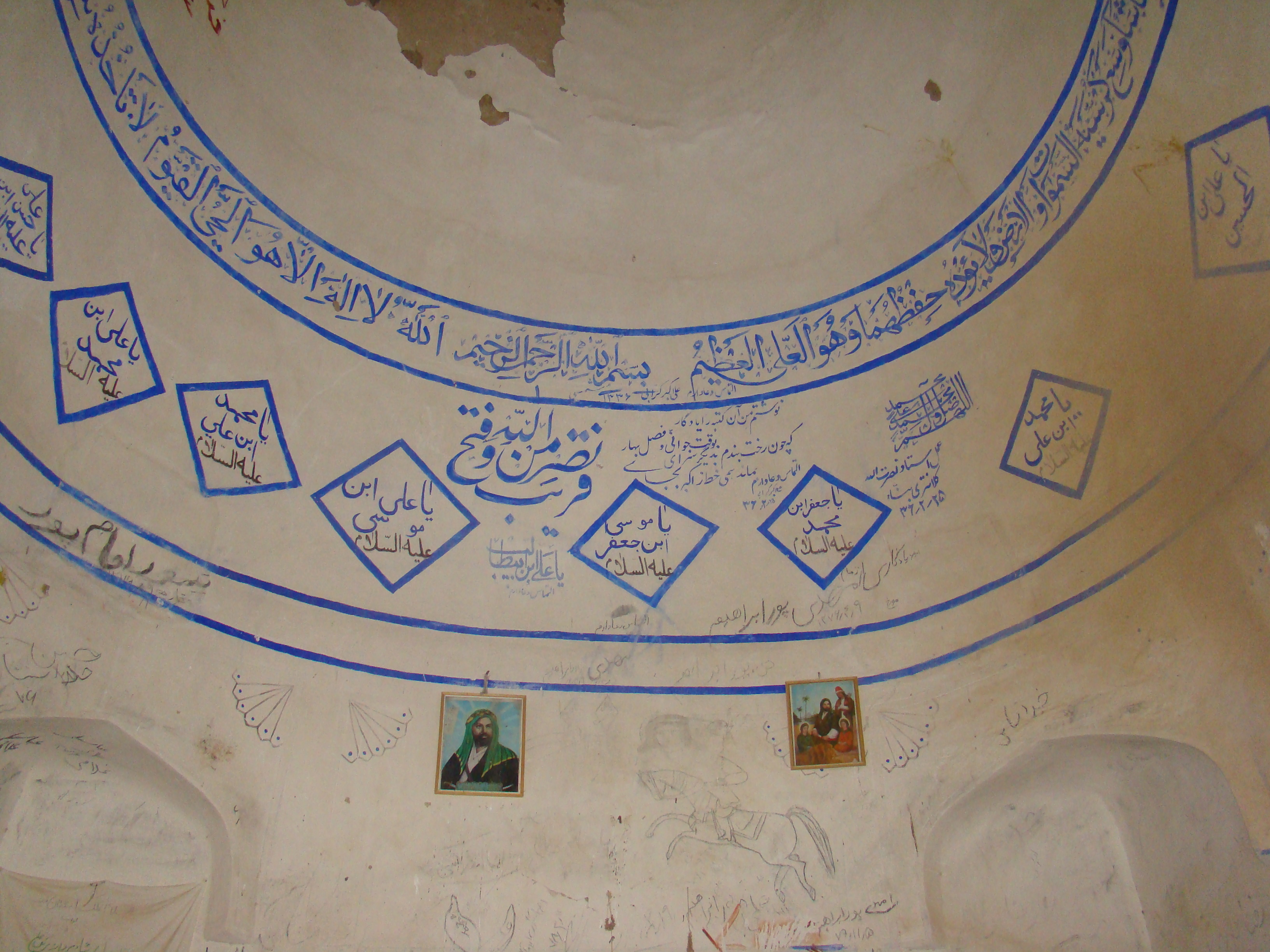
کتیبه‌های خطاطی شده درداخل بنای امامزاده سلطان نصیب

## آسیاب‌های دهستان بام

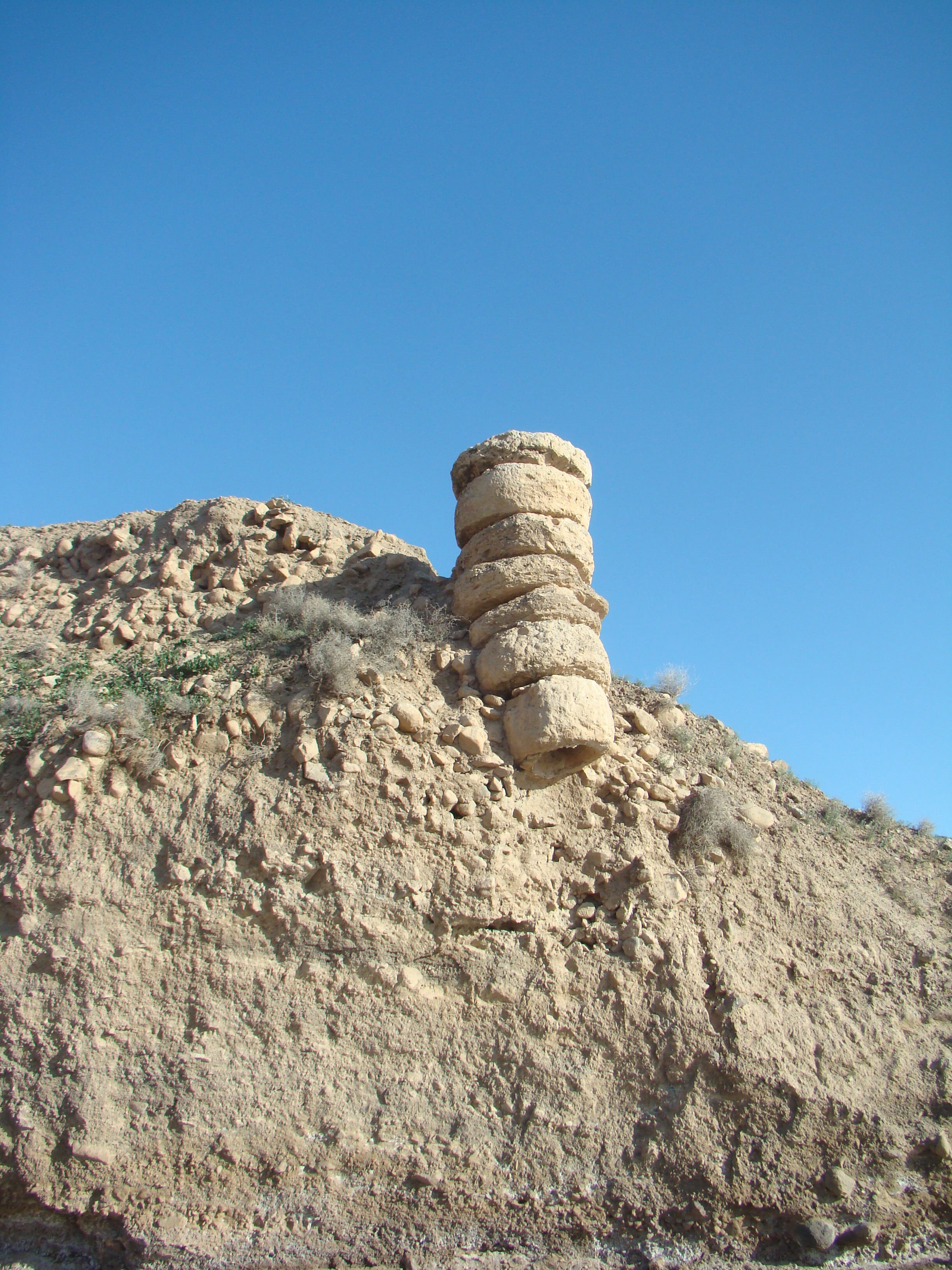
دورنمایی از آسیاب آبی روستای بام که بخش زیادی از آن توسط سیلاب فرو ریخته که توسط شوراهای روستای بام و میراث فرهنگی شهرستان اسفراین درشرف بازسازی می‌باشد

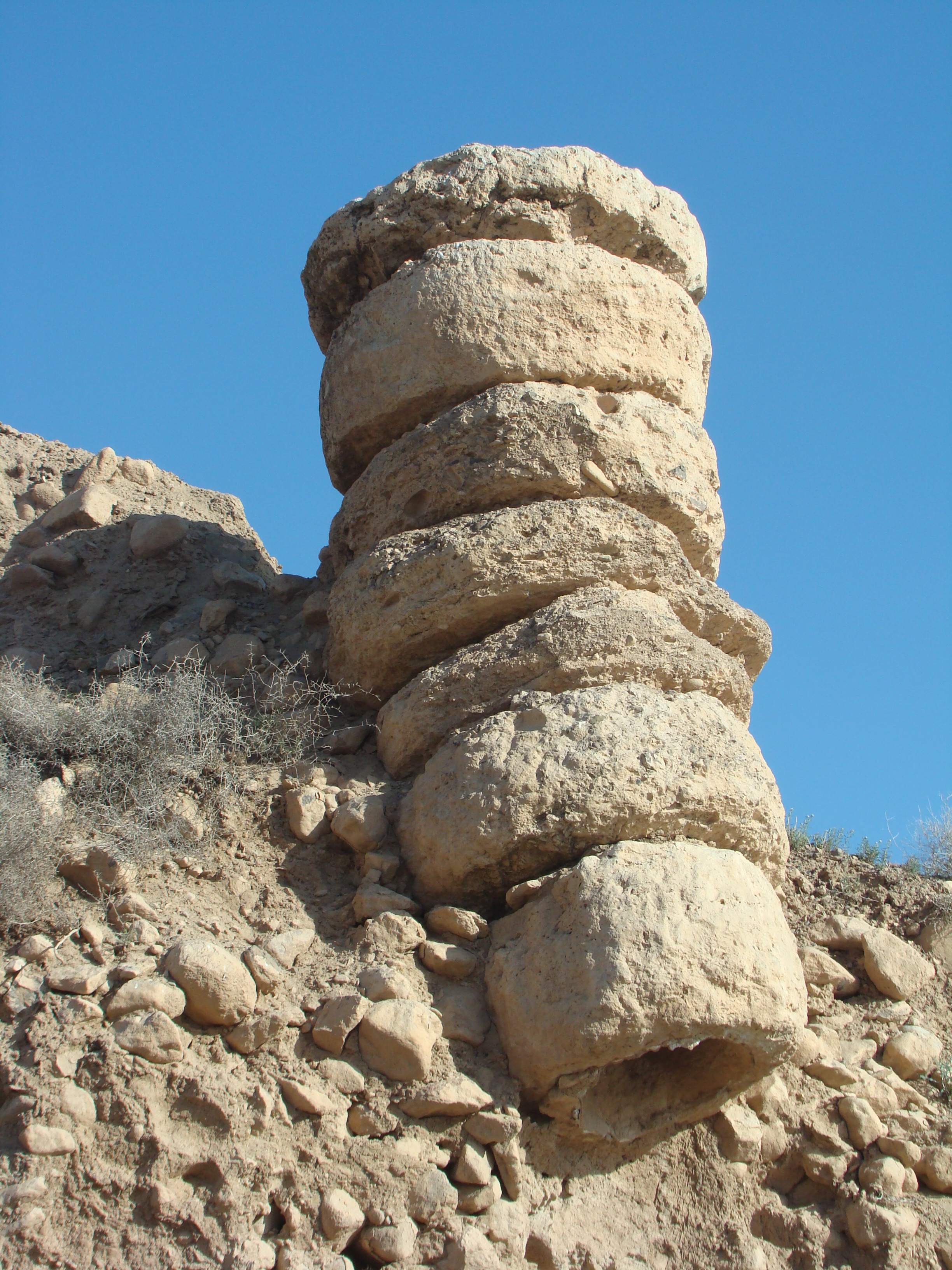
بقایایی از تنوره آسیاب آبی روستای بام